# Ubatã
Ubatã es un municipio brasileño del estado de Bahía.